# 王師保
王師保（16世紀—17世紀），字元爕，四川成都府資陽縣人，明末清初政治人物。

## 生平
王師保是崇禎三年（1630年）的舉人，十三年（1640年）得賜特用出身，獲授五河知縣，在該處改縣遷學，利民事情不問難易，他都出力協助；歲青時請求免除漕米千石，以抒解民困。很快他升為戶部榷稅分司，士民挽著他的轎泣送百多里，入清後他以原官監督鳳陽等處糧儲兼管運餉，籌劃運輸有成績，辭官後寓居五河縣，死後入祠鄉賢祠。

## 引用
1. 1 2  咸豐《資陽縣志·卷二十五·人物列傳》：王師保，《一統志》（云）資陽人，前明鄉薦，知五河縣有惠政，尋擢戶曹。順治初以原官督理鳳，倉區畫轉輸之法著有成績，後解組寓五河卒，民祠之。《通志》（云）字元爕，明崇禎庚午舉人，庚辰進士。性廉介，任五河縣知縣，改縣遷學，凡利於民者不問難易，胥力任之。歲青，請蠲漕米千石，邑困以紓。旋擢漕米運，士民扳輿泣送者亘百里。